# 말리아노사비나
말리아노사비나(이탈리아어: Magliano Sabina)는 이탈리아 라치오주 리에티도에 위치한 코무네다. 로마로부터 북쪽 50km, 리에티로부터 서쪽 30km 거리에 있다.